# Alatna
Alatna és una concentració de població designada pel cens dels Estats Units a l'estat d'Alaska. Segons el cens del 2000 tenia 35 habitants.

## Demografia
Segons el cens del 2000, Alatna tenia 35 habitants, 12 habitatges, i 6 famílies La densitat de població era de 0,4 habitants/km².
Dels 12 habitatges en un 50% hi vivien nens de menys de 18 anys, en un 16,7% hi vivien parelles casades, en un 25% dones solteres, i en un 41,7% no eren unitats familiars. En el 25% dels habitatges hi vivien persones soles el 25% de les quals corresponia a persones de 65 anys o més que vivien soles. El nombre mitjà de persones vivint en cada habitatge era de 2,92 i el nombre mitjà de persones que vivien en cada família era de 3,43.
Per edats la població es repartia de la següent manera: un 37,1% tenia menys de 18 anys, un 11,4% entre 18 i 24, un 25,7% entre 25 i 44, un 25,7% de 45 a 60 i un 0% 65 anys o més.
L'edat mediana era de 26 anys. Per cada 100 dones hi havia 84,2 homes. Per cada 100 dones de 18 o més anys hi havia 100 homes.
La renda mediana per habitatge era de 20.313 $ i la renda mediana per família de 52.500 $. Els homes tenien una renda mediana de 22.500 $ mentre que les dones 16.250 $. La renda per capita de la població era de 14.109 $. Cap de les famílies i el 9,1% de la població estaven per davall del llindar de pobresa.

## Poblacions més properes
El següent diagrama mostra les poblacions més properes.